# Victoria Carrasco
Victoria Carrasco García (sinh ngày 6 tháng 3 năm 1946) là một chính trị gia người Honduras. Bà hiện đang giữ chức phó đại biểu của Quốc hội Honduras đại diện cho Đảng Quốc gia của Honduras cho Cortés.